# Aulhat-Flat
Aulhat-Flat é uma comuna francesa na região administrativa de Auvérnia-Ródano-Alpes, no departamento de Puy-de-Dôme. Estende-se por uma área de 12.78 km². Em 2010 a comuna tinha 945 habitantes (densidade: 73,9 hab./km²).
Foi criada em 1 de janeiro de 2016, a partir da fusão das antigas comunas de Aulhat-Saint-Privat e Flat.